# Antonie (województwo mazowieckie)
Antonie – wieś sołecka w Polsce położona w województwie mazowieckim, w powiecie ostrołęckim, w gminie Olszewo-Borki. Leży w odległości około 5 km od centrum miasta Ostrołęki. 
Miejscowość Antonie została założona w 1782 r. i nazwana na cześć hr. Antoniego Małachowskiego, pisarza wielkiego koronnego w latach 1771–1780, wojewody mazowieckiego, marszałka sejmu i senatora.  
W latach 1954–1961 wieś należała i była siedzibą władz gromady Antonie, po jej zniesieniu w gromadzie Zabrodzie. W latach 1975–1998 miejscowość administracyjnie należała do województwa ostrołęckiego. 
Na terenie miejscowości znajduje się Szkoła Podstawowa im. Janusza Korczaka.  Znajdował się także przystanek kolei wąskotorowej Antonie Ostrołęckie.
Wierni Kościoła rzymskokatolickiego należą do parafii Nawiedzenia Najświętszej Maryi Panny w Ostrołęce.